# Agence nationale de la sécurité sociale
L'Agence nationale de la sécurité sociale (ANSES) est un organisme décentralisé de l'Administration fédérale argentine. Cette agence, dépendante du ministère de Travail, de l'Emploi et de la Sécurité sociale, gère notamment les prestations de sécurité sociale, parmi lesquelles figurent les allocations familiales, les indemnités chômage, le système d'Allocation universelle par fils, service prévisionnel, remboursements, information et registres des salariés (attribution du numéro CUIL, etc.).
Jusqu'en janvier 2011, l'ANSES détenait un total de 180 600 000 de pesos de capital. La valeur du Fonds de Garantie de Durabilité s'élevait, jusqu'en 2013, a un montant de 206 377 000 de pesos. Depuis que l'ANSES a nationalisé l'ex-AFJP, la valeur desdits fonds a augmenté de 157 %.

## Histoire
L'ANSES a été créée le 26 décembre 1991 par le décret Nº 2.741.
Durant le mandat de Carlos Menem, Arnaldo Cisilino était directeur de l'ANSES. Ce dernier a été interrogé par la justice dans le cadre des contrats entre l'ANSES et l'IBM au cours du procès d'informatisation entre 1991 et 1994,.
Ensuite, Arnaldo Cisilino est remplacé par Alejandro Bramer Markovic, qui se verra à son tour remplacé par Saúl Bouer, ancien Maire de Buenos Aires, en janvier 1998. Cette même année, Bouer est remplacé par Leopoldo van Cauwlaert en décembre de cette même année,.
En janvier 2000, le Président Fernando de la Rúa, nomme  Melchor Posse, alors Secrétaire de la Sécurité Sociale, directeur général de l'ANSES. Cela nécessite un décret dans lequel Posse est nommé pour une durée de 60 jours, le temps de représenter l'ANSES auprès du Ministère de Travail dont Alberto Flamarique était à la tête. Finalement, Posse occupe cette mission jusqu'à ce que l'ex-député fédéral pour la Province de Tucumán, Rodolfo Martín Campero, soit nommé en novembre 2000,. Le 10 juillet 2001, De la Rúa publie des décrets ayant pour but la réduction de la dépense publique. Parmi les organismes visés figure l'ANSES. Ce jour même, Campero renonçant à son poste, Douglas Lyall va assurer, en intérim, la direction générale de l'Agence. Le 7 août 2001, Patricia Bullrich, Ministre du Travail, présente Douglas Lyall à la tête de l'ANSES pour un mandat complet.

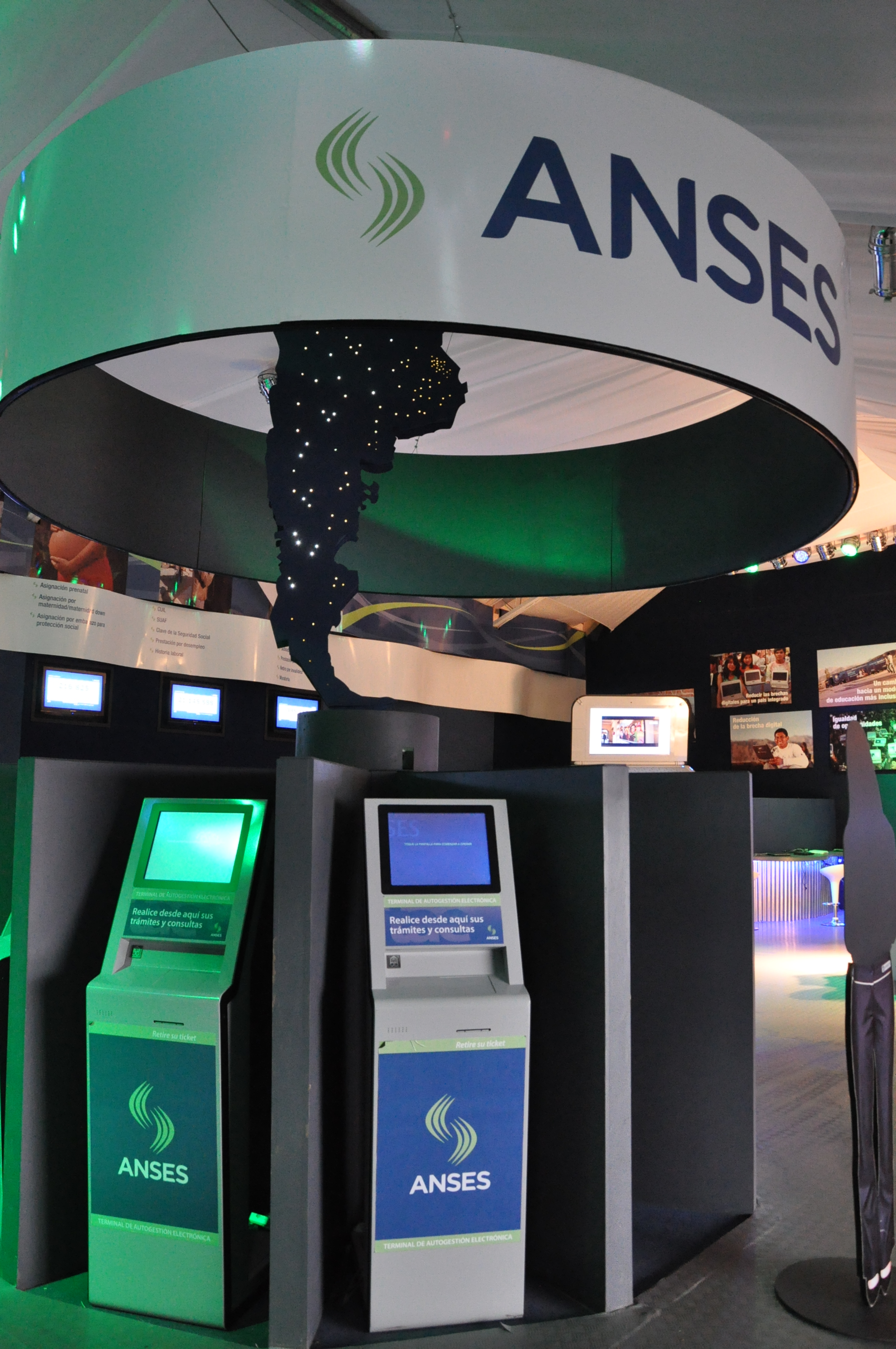
Point d'accueil de l'ANSES à Tecnópolis.

Sergio Massa est désigné directeur de l'ANSES en 2002 par le Président Eduardo Duhalde, aux côtés du Ministre du Travail et de la Sécurité Sociale Alfredo Atanasof. Pendant toute la durée de la présidence de Néstor Kirchner, jusqu'à 2007, il occupe le poste de DG. Entre-temps, avec la loi n°25.994, plus de 2,5 millions de personnes sont affiliées à l'ANSES alors qu'elles se trouvaient sans couverture.
Massa est remplacé par Claudio Moroni désigné par la nouvelle Présidente de la Nation, Cristina Fernández de Kirchner. Ensuite, l'ex-Ministre de l'Économie et ex-Vice-président de la Nation, Amado Boudou, est nommé par Cristina en mai de 2008.
Au cours de la période durant laquelle il était à la tête de l'ANSES, il a du gérer la nationalisation du système de planification et de la nationalisation des fonds des AFJP, ce qui a significativement augmenté les ressources mais aussi l'affiliation d'un grand nombre d'Argentins au système. Par ailleurs, entre 2008 et 2014, les investissements du Fonds de Garantie de Durabilité sont passés de $98 083 millions à $482 660 millions (croissance de 392,1%). Ce FGD constitue un stock de ressources pour les retraités et pour les bénéficiaires d'allocations mais il finance aussi des projets productifs et d'infrastructure. Son successeur à la tête de l'ANSES est Diego Bossio, nommé en 2009.
En 2003, il y avait 3,5 millions de retraités et bénéficiaires d'allocations. 4,5 % du PBI étaient destinés à l'ANSES, en 2011, ce chiffre passe à 6,6 %. En 2013, il passe à 7,4% ce qui représente le pourcentage le plus important d'Amérique du Sud.
En décembre de 2015, Mauricio Macri désigne Emilio Basavilbaso à la tête de l'ANSES.
En 2016, le gouvernement Argentin signe un traité avec le Katar. Ce traité créé un fonds d'investissement de 1 300 millions $US, avec une «structure offshore», pour l'administration du Fonds de Garantie de Durabilité de l'ANSES. Le 30 décembre de cette même année, Mauricio Macri, Gabriela Michetti ainsi que d'autres membres du gouvernement argentin, sont accusés par le Procureur Paloma Ochoa d'avoir commis les délits suivants dans le cadre de ce traité : concession d'actes irréguliers ou indus, escroqueries et fraudes (article 174 paragraphe 5 du Code Pénal), administration frauduleuse (article 173 paragraphe 7 du Code Pénal) et négociations incompatibles avec l'exercice de fonctions publiques (article 265 du Code Pénal).
Le juge chargé de l'affaire est Daniel Rafecas,,,,.
Pendant que l'accord se négociait, le conseiller présidentiel Horace Reyser a partagé cette information confidentielle avec une personne extérieure du secteur privé. À son tour, celle-ci partage tout à un chef d'entreprise ami, Nicolás Rosendi. Lorsque Mauricio Macri reçoit l'émir du Katar, Sheik Tamin bin Hamad Au Thani pour la signature de l'accord, des courriers d'État ont été partagés à des chefs d'entreprises privées. Ces derniers, grâce aux informations divulgées, auraient signés des contrats chiffrés en millions avec le Qatar Investment Authority (QIA) pour être “conseiller local” du Fonds de 1 000 millions $US accordé au Fonds de Garantie de Durabilité (FGS).
Depuis décembre 2019, Alejandro Vanoli est le directeur de l'ANSES,,.

## Directeurs généraux
| N.º | Directeur                   | Parti | Parti                    | Période                             |
| --- | --------------------------- | ----- | ------------------------ | ----------------------------------- |
| 1   | Arnaldo Cisilino            |       | Parti Justicialiste      | 26 décembre 1991 - 8 juillet 1995   |
| 2   | Alejandro Bramer Markovic   |       | Parti Justicialiste      | 8 juillet 1995 - 6 janvier 1998     |
| 3   | Saúl Bouer                  |       | Parti Justicialiste      | 6 janvier 1998 - 21 novembre 1998   |
| 4   | Leopoldo ils vont Cauwlaert |       | Parti Justicialiste      | 21 novembre 1998 - 25 janvier 2000  |
| 5   | Melchor Posse               |       | Union Civique Radicale   | 25 janvier 2000 - 14 novembre 2000  |
| 6   | Rodolfo Martín Campero      |       | Union Civique Radicale   | 14 novembre 2000 - 20 décembre 2001 |
| 7   | Douglas Lyall               |       | Parti Justicialiste      | 20 décembre 2001 - 23 janvier 2002  |
| 8   | Sergio Massa                |       | Parti Justicialiste      | 23 janvier 2002 - 10 décembre 2007  |
| 9   | Claudio Moroni              |       | Parti Justicialiste      | 10 décembre 2007 - 6 mai 2008       |
| 10  | Amado Boudou                |       | Indépendant              | 6 mai 2008 - 7 août 2009            |
| 11  | Diego Bossio                |       | Parti Justicialiste      | 7 août 2009 - 10 décembre 2015      |
| 12  | Emilio Basavilbaso          |       | Proposition Républicaine | 10 décembre 2015 - 10 décembre 2019 |
| 13  | Alejandro Vanoli            |       | Parti Justicialiste      | 10 décembre 2019 - 30 avril 2020    |
| 14  | Fernanda Raverta (es)       |       | Parti justicialiste      | 30 avril 2020 - 10 décembre 2023    |
| 15  | Osvaldo Giordano (es)       |       | Parti justicialiste      | 11 décembre 2023 - 15 février 2024  |
| 16  | Mariano de los Heros (es)   |       | Indépendant              | 16 février 2024 - 10 février 2025   |
| 17  | Fernando Bearzi             |       | Indépendant              | 10 février 2025 - en cours          |